# Louisiana (konstmuseum)

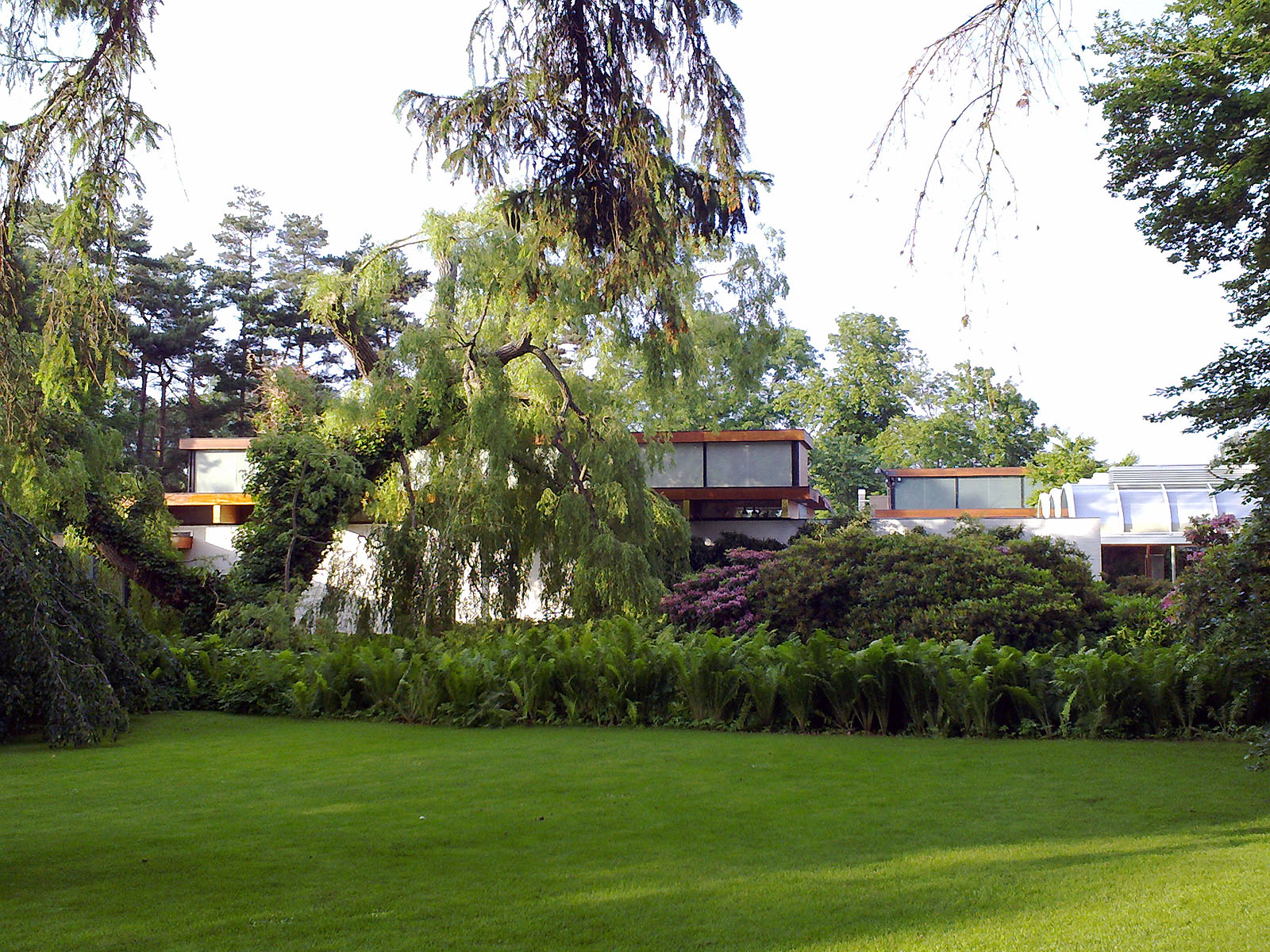
Louisiana, del av byggnadskomplexet, sett från parken.

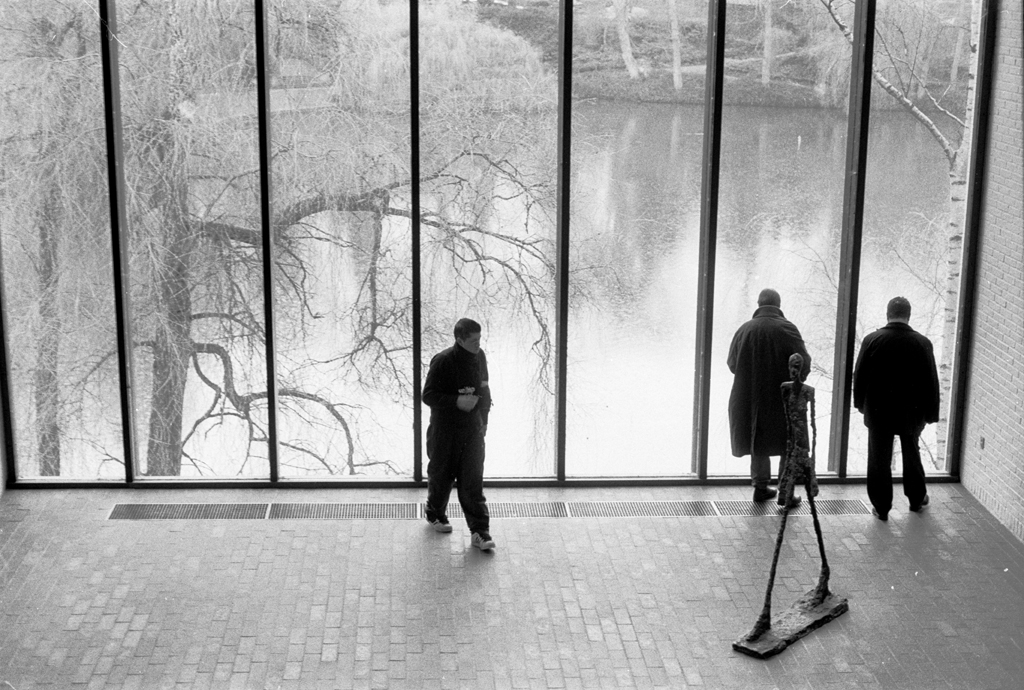
Giacometti-rummet

Louisiana Museum of Modern Art, även känt som Louisiana, är ett museum för modern konst i Humlebæk strax norr om Köpenhamn i Danmark.
Louisiana grundades av Knud W. Jensen, som köpte villan Louisiana i syfte att bygga upp ett museum för modern konst. Han var museets direktör till sin död 2000. Museet skapades efter Knud W. Jensens vision, i vilket ingick en stark koppling mellan konstföremålen och trädgårdens natur.
Museet invigdes i augusti 1958 och har därefter byggts ut flera gånger. Museet ligger i en stor park vid stranden av Öresund och eftersträvar ett samspel mellan bildkonst, byggnadsarkitektur och landskapsarkitektur som blev internationellt stilbildande för moderna museer. Villan uppfördes av hovjägmästare Alexander Brun 1855. Museet är döpt efter Bruns tre fruar, som alla hette Louise. Villan finns fortfarande kvar och tjänar också som ingång till museet. Museets flyglar har vuxit ut med utgångspunkt från denna.
Louisianas samling av modern konst omfattar internationella konstnärer som Jean Arp, Max Ernst, Alberto Giacometti, Henry Moore, Pablo Picasso och Andy Warhol. Även den svenska konstnären Anna Bjerger finns representerad. Chef är sedan 2000 Poul Erik Tøjner. Louisiana är med sina drygt 600 000 besökare per år Skandinaviens mest besökta museum för modern konst, samt det mest besökta museet i Danmark. Museet har över 3 500 verk, samt 300 anställda. Museet får ekonomiskt stöd av Louisiana-fonden, en egen stiftelse grundad av Knud W. Jensen.

## Historia
| ”                                                   | Några gånger om året läser vi i tidningarna att en stad eller en kommun nu vill ha sitt eget Louisiana, och då finns det bara ett svar: även om man kan skapa en byggnad, kan man inte skapa en Knud W. Jensen. För i slutändan är det den aktiva människan som är den avgörande faktorn. | „ |
| – Jørgen Sthyr, Ny Calsbergfondet (1968), Kunsteder | |   |

Museets historia sträcker sig omkring 170 år tillbaka i tiden, då hofjægermester Alexander Brun upprättade ett hus år 1855 och döpte platsen till "Louisiana" efter hans fru och före detta makar, som alla hette Louise. Hundra år senare, år 1955, köpte affärsmannen och ostgrossisten Knud W. Jensen tomten, som sedan länge hade stått övergiven. Jensen hade sedan några år tillbaka varit konstintresserad och ville etablera ett museum för modern konst, då omkring Rungstedlund. Säljaren till marken i Rungstedlund vägrade dock när Jensen berättade om sina planer, då han hävdade att modern konst inte var "riktig konst".
Jensen hade intresserat sig för modern konst och litteratur sedan 1940-talet, och när han förvärvade företaget Gylendal år 1952 grundade han "Kunst på Arbejdspladsen" (Konst på Arbetsplatsen). Denna konstförening var något av en förlaga till Louisiana, då föreningen lånade ut konst till företag för att liva upp arbetsplatsen. Han upplevde också att vanliga konstmuseum, som Statens Museum for Kunst, var oinbjudande och alltför bombastiska. Istället ansåg han att museum bör sträva efter att skapa ett mer avskalat och naturligt sätt att möta konsten på.

## Barnverkstad
Museet har som regel en barnverkstad där barn kan arbeta med konst som knyter an till utställningarna som pågår.